# 共和国勲章 (リビア)
共和国勲章(きょうわこくくんしょう、アラビア語وسام الجمهوريه)は、リビアの勲章。クーデターによるリビア王国の崩壊後、イドリース1世勲章に代わる最高級の勲章としてリビア・アラブ共和国政府により1969年に制定された。 

## 意匠
授与対象は主に海外の元首であり、イドリース1世勲章同様二等から構成される。一等は襟元に佩用し副章が付く。二等は胸に佩用する。
赤い八芒星の中央にリビア・アラブ共和国の国旗である赤・白・黒の汎アラブ色を配し、中央にムハンマドの象徴であるクライシュ族の鷲を、その左に交差した剣をあしらっている。リボンも同様に赤と黒の中央に白となる。

## 著名な受章者
- ムアンマル・アル＝カッザーフィー
- ヨシップ・ブロズ・チトー - 1973年11月[1]